# Arnold Dolmetsch
Eugène Arnold Dolmetsch (* 24. Februar 1858 in Le Mans; † 28. Februar 1940 in Haslemere, Surrey) war ein französischer, ab 1917 in England wirkender Musiker und Instrumentenbauer. Er gilt als einer der frühesten Pioniere für historische Aufführungspraxis und wird in diesem Zusammenhang mit der Wiederentdeckung der Blockflöte im 20. Jahrhundert in Verbindung gebracht.

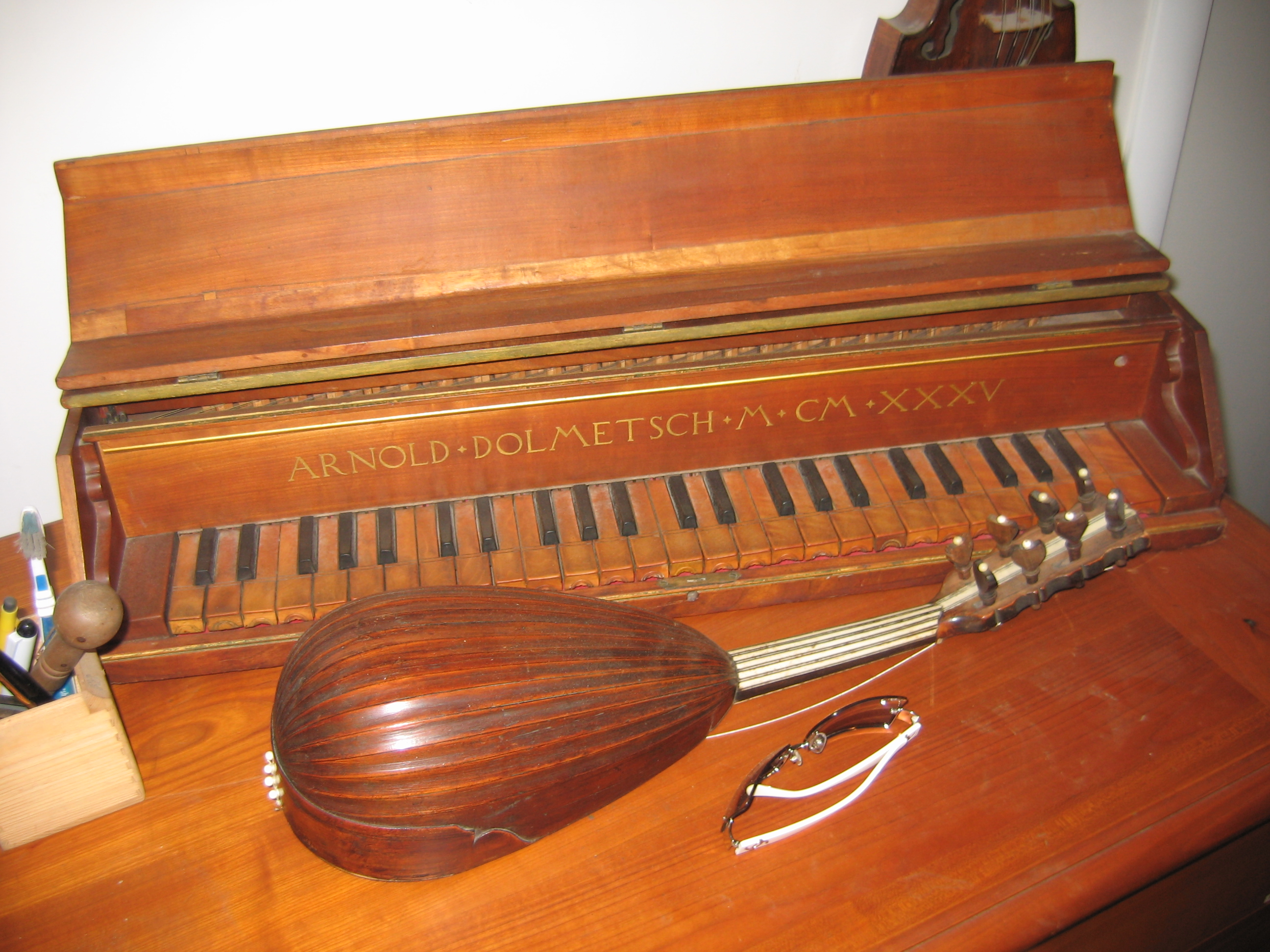
Instrumente aus der Werkstatt Dolmetsch

## Leben
Der Sohn des aus der Schweiz stammenden Klavierbauers Rudolph Arnold Dolmetsch (1827–1874) studierte zuerst Violine bei Henri Vieuxtemps am Königlichen Konservatorium Brüssel. Danach setzte er seine Studien am Royal College of Music in London bei dem Geiger Henry Holmes und dem Komponisten und Dirigenten John Frederick Bridge fort und erreichte den Abschluss Bachelor of Music im Jahre 1889.
Während der Londoner Studienzeit bewunderte Dolmetsch die Sammlung historischer Musikinstrumente im British Museum und begann mit dem Nachbau von Cembali und Clavichorden. Später weitete er die Tätigkeit des historischen Instrumentenbaus auf die meisten in Vergessenheit geratenen Musikinstrumente des 15. bis 18. Jahrhunderts aus. Seine beruflichen Wirkungsstätten waren Boston und Paris, bevor er 1917 aus Furcht vor den Bombenabwürfen auf Paris seine Werkstatt in Haslemere eröffnete. Ab 1890 gab er häufig Konzerte auf seinen Instrumenten. 1919 stellte er einen Nachbau einer Alt-Blockflöte nach historischem Vorbild vor.
Im Jahre 1925 gründete Dolmetsch an seinem Wohnort ein jährlich stattfindendes Festival zur Wiederbelebung der alten Kammermusik. Ausführende waren zum Teil Freunde und die Mitglieder seiner Familie. Auf diesem Wege weckte er das Interesse an der Solo- und Ensemblemusik auf Lauten, Blockflöten, Gamben und Cembali.

## Familienensemble
- Mabel Johnston Dolmetsch (1874–1963), seine dritte Frau, spielte Violone und leitete die Tanzgruppen
- Cecile Dolmetsch (1904–1997), die erste Tochter aus seiner Ehe mit Mabel Johnston, spielte Gambe
- Nathalie Dolmetsch (1905–1989), seine Tochter, spielte Gambe und war die Leiterin der „Viola da Gamba Society“
- Rudolph Dolmetsch (1906–1942), sein Sohn, spielte Cembalo und Clavichord (kam im Zweiten Weltkrieg 1942 bei der Versenkung des Ozeandampfers Ceramic ums Leben)
- Carl Frederick Dolmetsch (1911–1997), sein Sohn, spielte Blockflöte und übernahm die Instrumentenbauwerkstatt, vor allem mit der Produktion der Blockflöten

Der Dolmetschkreis setzte auch nach seinem Tod sein Werk fort. Hier trat besonders Kenneth Skeaping auf der Barockvioline hervor.

## Festival
Das alljährlich im Juli stattfindende International Dolmetsch Early Music Festival stand unter der Leitung von Arnold Dolmetschs Enkelin Jeanne Dolmetsch (1942–2018), die sie von ihrem Vater Carl Dolmetsch kurz vor dessen Tod 1996 übernommen hatte. Sie lernte Blockflöte, Diskantgambe und Cembalo bei ihrem Vater und studierte Violine und Klavier an der Royal Academy of Music in London.

## Instrumentenwerkstatt
Dolmetschs Nachfahren führen das von Arnold Dolmetsch gegründete Unternehmen bis heute fort und stellen insbesondere Kopien historischer Tasteninstrumente und Blockflöten her. Der Geigenbauer Günther Hellwig war von 1928 bis 1932 Mitarbeiter in Haslemere.

## Werke
- Arnold Dolmetsch: The Interpretation of the Music of the XVIIth and XVIIIth Century. Novello, London 1915. Nachdruck: University of Washington Press, Seattle u. a. 1980, ISBN 0-295-78578-0.